# 爵床
爵床（学名：Rostellularia procumbens）是爵床科爵床属的植物。种名procumbens意为平卧的。

## 形态
一年生草本，基部常呈匍匐状；茎一般为方形，有灰白色细柔毛，节稍膨大；卵形或广披针形的叶子对生，全缘，两边有短柔毛；穗状花序顶生或腋生，夏秋开粉红色花；线形蒴果。

## 分布
分布在澳大利亚、亚洲、台湾岛以及中国大陆的广东、江苏、云南、秦岭以南、西藏等地，生长于海拔2,200米至2,400米的地区，见于山坡林间、草丛中及野草，目前尚未由人工引种栽培。

## 变种
- Justicia procumbens L.
- Justicia procumbens L. var. hayatai (Yamamoto) Ohwi
- Rostellularia procumbens (L.) Nees var. hayatai (Yamamoto) C. Y. Wu

## 延伸阅读
[在维基数据编辑]

## 外部連結
- 爵床 Juechuang （页面存档备份，存于） 藥用植物圖像資料庫 (香港浸會大學中醫藥學院) （繁體中文）（英文）